# Phytomyza opacae
Phytomyza opacae este o specie de muște din genul Phytomyza, familia Agromyzidae, descrisă de Kulp în anul 1968. Conform Catalogue of Life specia Phytomyza opacae nu are subspecii cunoscute.